# Voskuilenheuvel
Voskuilenheuvel is een natuurgebiedje van 18 ha dat zich 1 km ten noordwesten van Venhorst bevindt.
In 2012 is het gebied uitgebreid met 6 ha. Daar komen veel minder bomen te staan dan op het oudere gebied.
Het betreft een stuk naaldbos, met daarin ook heide en een moerasgebied, dat eigendom is van de gemeente Boekel. Toen de Peel werd ontgonnen bleek dit gebied ongeschikt voor de landbouw, daar het deels te droog en deels te nat was.
Sinds 1989 is het door vrijwilligers uit Boekel en Venhorst, samenwerkend in de Stichting Peellandschapspark Voskuilenheuvel, herschapen in een stukje Peellandschap met heide en vennen. Ook is er een ouderwetse schaapskooi gereconstrueerd.
Het gebiedje wordt begraasd door een kudde van 15 Kempense heideschapen. Het is vrij toegankelijk en er is een rondwandeling uitgezet. Ook kan men via een vlonder het moerasgebiedje bekijken, waar de kleine zonnedauw te bewonderen is. Enkele opvallende waarnemingen zijn: de teunisbloempijlstaart (2014) de hop (2017) en de grote vos (2014).